# مازاری سنایی
مازاری سنایی مربوط به دوره قاجار است و در شهرستان اردکان، بلوار آیت الله خامنه‌ای، محله کوشکنو واقع شده و این اثر در تاریخ ۱ مرداد ۱۳۸۶ با شمارهٔ ثبت ۱۹۳۲۶ به‌عنوان یکی از آثار ملی ایران به ثبت رسیده است.